# Pyridintricarbonsäuren
Die Pyridintricarbonsäuren bilden in der Chemie eine Stoffgruppe von organischen Verbindungen, die zu den Heterocyclen (genauer: Heteroaromaten) zählt. Sie bestehen aus einem Pyridinring, der mit drei Carboxygruppen (–COOH) substituiert ist. Durch deren unterschiedliche Anordnung ergeben sich sechs Konstitutionsisomere mit der Summenformel C8H5NO6.
Die Namensgebung erfolgt meistens durch Voransetzen der Silbe Carbo (für die zusätzliche Carboxygruppe) an die Trivialnamen der Pyridindicarbonsäuren (Cinchomeronsäure, Isocinchomeronsäure, Dinicotinsäure, Dipicolinsäure, Lutidinsäure).
| keine Einstufung verfügbar |

| keine Einstufung verfügbar |

| keine Einstufung verfügbar |

| keine Einstufung verfügbar |

| Gefahrensymbol |

| keine Einstufung verfügbar |